# Besnica, Ljubljana
Besnica este o localitate din comuna Ljubljana, Slovenia, cu o populație de 219 locuitori.